# Liên họ Rùa cạn
Liên họ Rùa cạn (danh pháp khoa học Testudinoidea) là một liên họ dưới phân bộ Rùa cổ rụt (Cryptodira) của bộ Rùa (Testudines). Liên họ này bao gồm các họ Rùa đầm, Rùa đầu to, Rùa núi...

## Hình ảnh

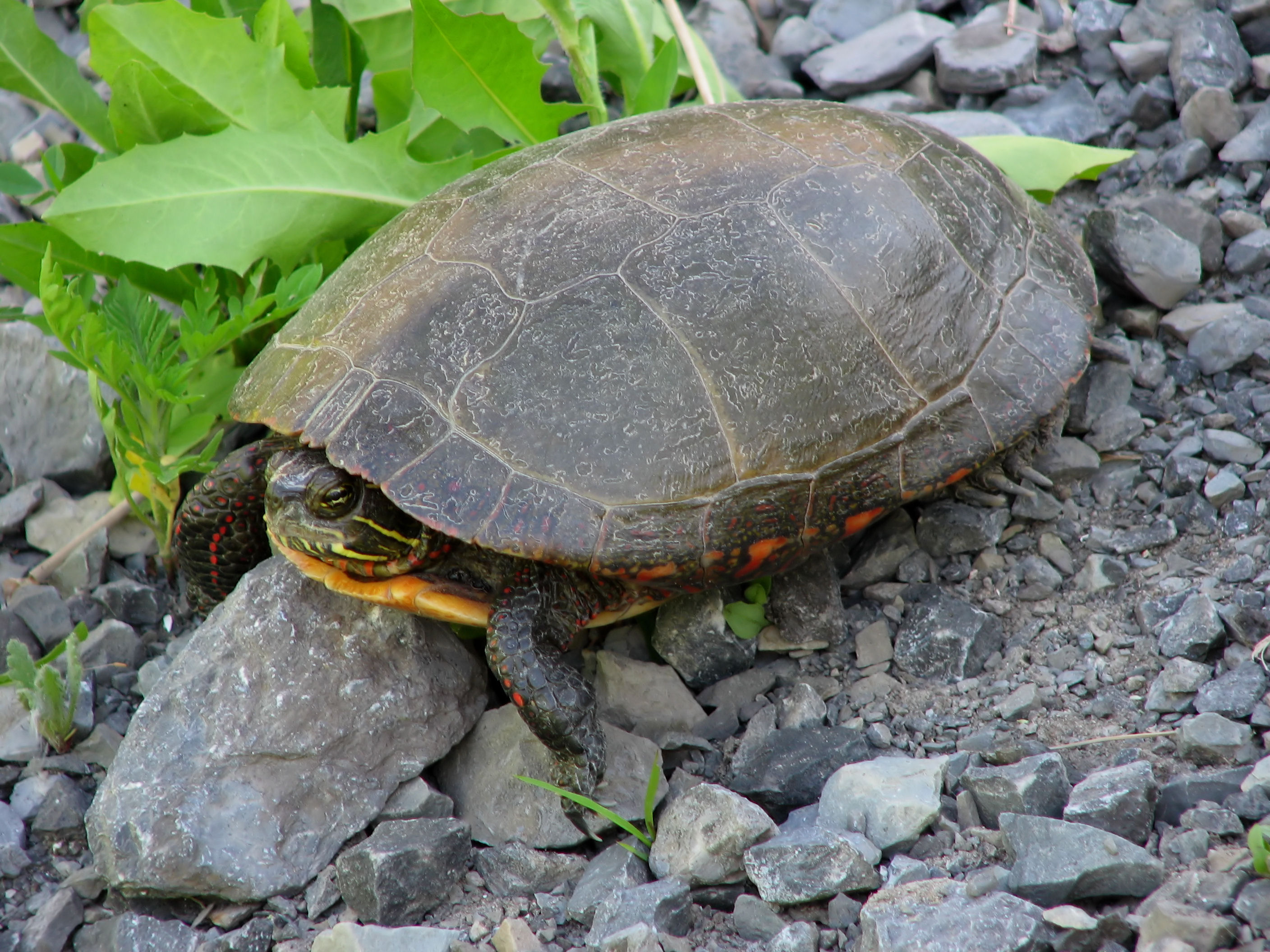
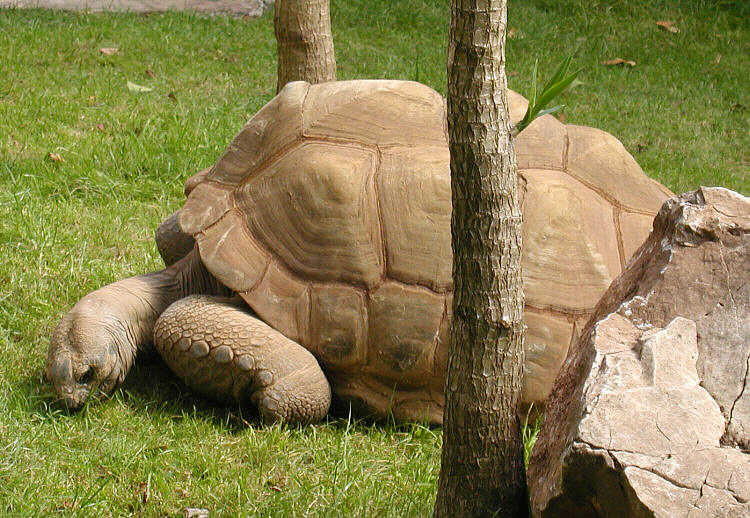
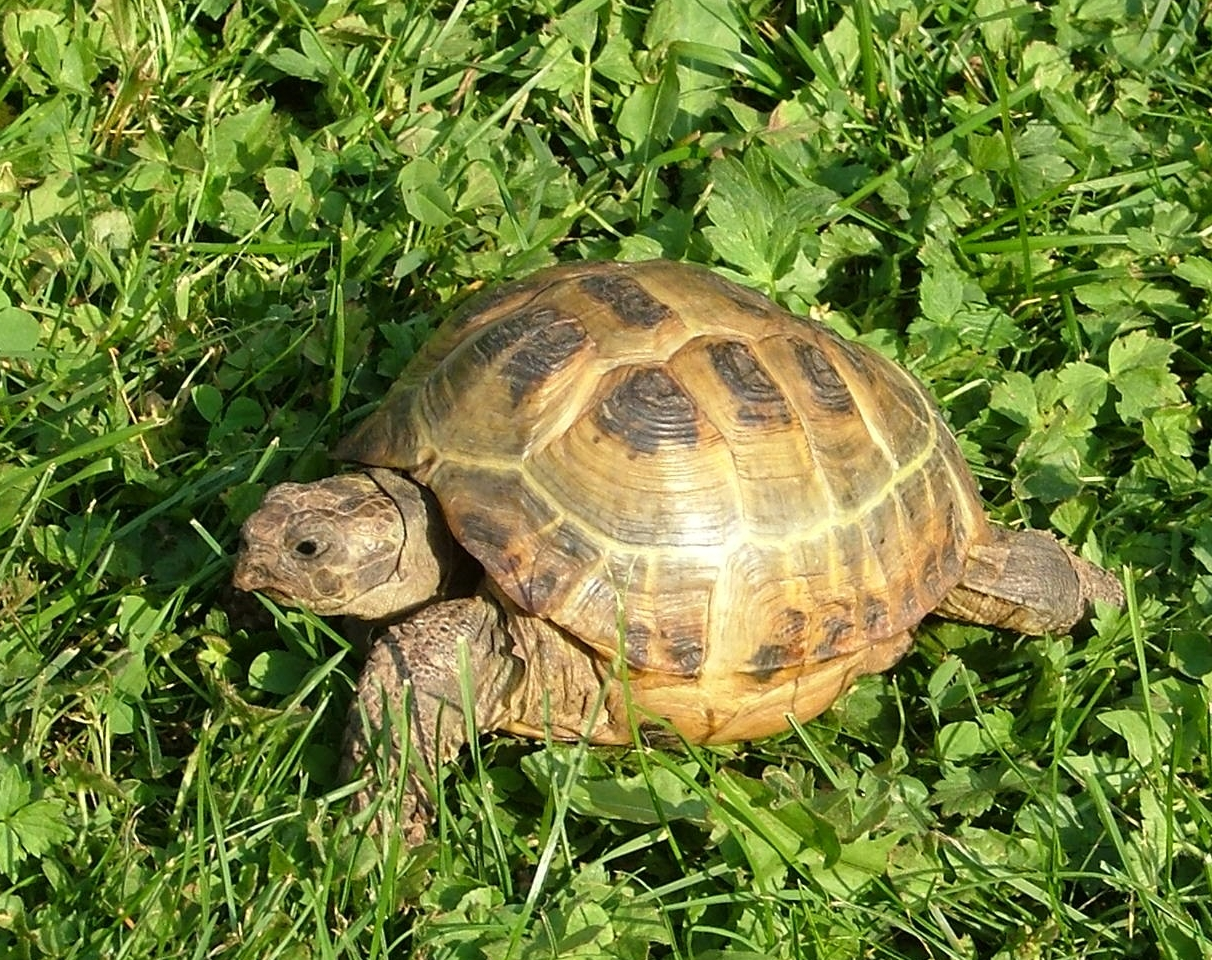
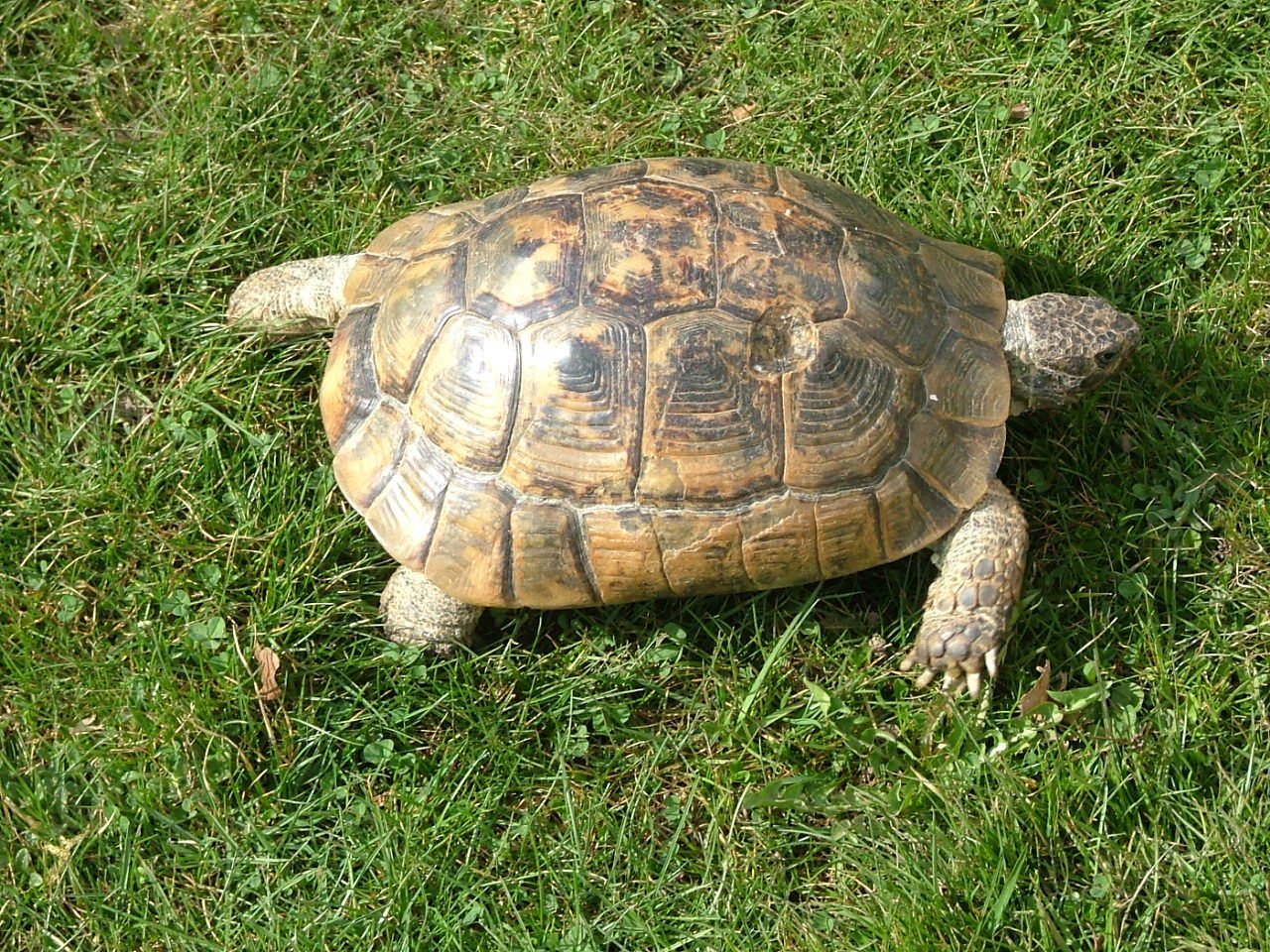